# António Augusto dos Santos Marto
António Augusto dos Santos Marto (Tronco, 1947. május 5. –) portugál római katolikus pap, a Leiria-Fátimai egyházmegye nyugalmazott püspöke, bíboros. 

## Életrajz

### A kezdetek
Egy kis, nagyjából 500 lakosú faluban, a portugáliai Chavesben született. Családja hagyományosan katolikus és szerény származású volt. Édesapja, Serafim Augusto Marto, adóhivatalnok, édesanyja Maria da Purificação Correira dos Santos tanítónő volt. António volt a legfiatalabb a négy testvér közül, akik közül kettő még születése előtt – 4, illetve 6 éves korában – meghalt; az utóbbi egy brutális balesetben vesztette életét, amikor a szőlőszüretből hazafelé menet eltörött egy ökrös szekér tengelye. A túlélő testvér férjhez ment és gyermekei is születtek. António egy nem tervezett, de végül is örömmel fogadott terhességből származik.
Annak ellenére, hogy véletlenül közös a vezetékneve a fátimai pásztorgyerekekkel, Szent Francisco és Jacinta Marto, nincs rokoni kapcsolatuk; Marto apja eredetileg Santulhão faluból származott.
António nagyon kedvelte a helyi plébánost, akivel gyakran elbeszélgetett, és aki maradandó benyomást hagyott benne, hogy az egész közösség nagyra becsülte őt. 10 éves korában, általános iskolai tanulmányait követően António váratlanul kifejezte vágyát, hogy pap legyen; kezdetben némi ellenállásba ütközött apja részéről, aki bár hívő katolikus volt, katonai pályát képzelt el számára, és azt tervezte, hogy a Katonai Tanítványok Intézetébe küldi. A szemináriumba lépve lelkes diák volt (némi hiányossággal a matematikában), és nagyon szerette az olyan időtöltéseket is, mint a sport (nevezetesen a röplabda, a kosárlabda, a kézilabda és a gyeplabda) és a színház (ahol ironikus módon őt találták a legalkalmasabbnak arra, hogy a népszerű erkölcsi színdarabokban az ördögöt játsza.)
Teológiai tanulmányait Vila Realban kezdte, de 1968-ban a püspök döntése alapján a kurzust áthelyezték a Portói Nagyszemináriumba. 22 évesen végzett, két évvel a felszenteléshez szükséges minimális életkor előtt. A francia munkás-pap mozgalom szellemiségétől megragadva, valamint az akkoriban elterjedt gondolat miatt, hogy az ipari osztályba tartozó munkások nagyrészt elfordultak az egyháztól, António Marto két társával egy évig egy járműmotorok alkatrészeit gyártó fémfeldolgozó üzemben vállalt munkát. Ez segített neki abban, hogy értékes betekintést nyerjenek a munkásosztály tömegeit érintő kérdésekről és a szakszervezetek világáról.

### Papság és püspökség
Marto bíborost 1971. november 7-én szentelték pappá Rómában, miközben teológiai doktorátust szerzett a Gregoriana Pápai Egyetemen. Ebben az időben Joseph Ratzinger bíboros mellett tanult. Doktori disszertációját 1978-ban fejezte be Esperança Cristã e Futuro do Homem: Doutrina Escatológica do Concílio Vaticano II címmel.
II. János Pál pápa 2000. november 10-én kinevezte őt a Bragai főegyházmegye segédpüspökévé és Bladia címzetes püspökévé, 2001. február 11-én pedig püspökké szentelték. Püspöki jelmondatául a „Servidores da vossa alegria” (Örömötök szolgái) mondatot választotta. II. János Pál pápa később, 2004. április 22-én kinevezte őt a Viseui egyházmegye püspökévé.
XVI. Benedek pápa 2006. április 22-én a Leiria–Fátimai egyházmegye püspökévé nevezte ki. Ebben a minőségében két pápát látott vendégül a fátimai kegyhelyen tett látogatásaik alkalmával: XVI. Benedeket 2010-ben és Ferenc pápát 2017-ben. 2011-től 2014-ig Marto püspök a Portugál Püspöki Konferencia delegáltja volt az Európai Unió Püspöki Konferenciáinak Bizottságában.

### Bíboros
2018. május 20-án, pünkösdkor Ferenc pápa bejelentette, hogy bíborossá kívánja kreálni. Marto akkor értesült erről, amikor a leiriai székesegyházban misére öltözött: észrevette, hogy szokatlanul nem fogadott hívást kapott az apostoli nunciatúráról, és mivel aggódott, hogy valami komoly dolog történt (például a pápa meghalt), megnyitotta a hangpostát, amelyben Rino Passigato nuncius váratlanul gratulált a kinevezéséhez. A szertartást, amelynek során 60 fiatalnak osztotta ki a bérmálás szentségét, anélkül vezette le, hogy kommentálta volna a kinevezést; a mise végeztével a gyülekezet tagjai odajöttek hozzá gratulálni, miközben ő fényképezkedett az újonnan megbérmáltakkal.
A 2018. június 28-i konzisztóriumon a római Santa Maria sopra Minerva templomot jelölték ki címtemplomául.
2020-ban, a Covid-19 világjárvány csúcspontján Marto „keresztényietlennek” nevezte azt a nézetet, hogy a világjárvány Isten büntetése, és azt is mondta, hogy az ilyen nézeteket csak „tudatlanság, szektás fanatizmus vagy őrület” igazolhatja. Március 25-én Marto bíboros megújította Portugália és Spanyolország Jézus Szentséges Szívének és Mária Szeplőtelen Szívének való felajánlását, és huszonnégy másik ország (Albánia, Bolívia, Kolumbia, Costa Rica, Kuba, Szlovákia, Guatemala, Magyarország, India, Mexikó, Moldova, Nicaragua, Panama, Paraguay, Peru, Lengyelország, Kenya, a Dominikai Köztársaság, Románia, Tanzánia, Kelet-Tirmor és Zimbabwe) nevét is hozzáadta a saját püspöki konferenciájuk kérésére.
Marto bírálta 500 portugál katolikusnak az Istentiszteleti és Szentségi Fegyelmi Kongregációhoz intézett petícióját, amelyben a Portugál Püspöki Konferencia azon döntését kérte, hogy a világjárvány idején a kézben való áldozásra vonatkozó határozatot semmisítsék meg. Miután tisztázta, hogy az aláíróknak „joguk van a véleményükhöz”, sajnálkozott, hogy a tradicionalista katolikusok „megkérdőjelezik püspökeik hitét” és további megjegyzéseket tett a kézbe áldozás témájára: „Maga Jézus mondta, hogy ’vegyétek és egyétek’. Vegyétek, nem pedig ’nyissátok ki a szátokat’ ’Vegyétek és egyétek; vegyétek és igyátok.’ Krisztus gesztusa jelentős.” „Néha a szájban annyi mocsok van, hogy... Néha látom, ahogy megkérgesedett kezek fogadják a Szent Oltáriszentséget, és meghatódom. Ezek a kezek munkáról, áldozatvállalásról, a családjuk iránti odaadásról, mások iránti odaadásról tanúskodnak. Szentek kezei, talán szentek kezei. Miért korlátoznánk [az áldozás kellő tisztelettel való vételét] valaha is a nyelvre?”
Marto 2020 novemberében májfertőzéssel kórházba került, és 2021. május 5-én benyújtotta lemondását „fizikai és szellemi erőforrásainak korlátaira” hivatkozva. Ferenc pápa 2022. január 28-án elfogadta lemondását Leiria-Fátima püspöki tisztségéről.

## Nézetei

### Az egyház szerepe a modern világban
Marto erősen csatlakozott Ferenc pápa teológiájához, és „szilárd” partnerként emlegette magát a pápa egyházi és római kúriai reformjában, hogy azok „jobban hasonlíthassanak Jézushoz, aki közeledett az emberekhez, aki kiment az utcára; Ferenc pápa zarándokló egyháza, aki elmegy, hogy mindenkivel találkozzon, kivétel nélkül, minden megkülönböztetés nélkül.”
Felismeri, hogy a kereszténység végével a hit sokkal inkább személyessé vált, mint puszta hagyomány; ezért „nem lehet pusztán tanítássá, rítusok vagy jó viselkedési szabályok összességére redukálni”; az egyháznak „tekintettel kell lennie a fiatalokra, felismerve, hogy ők mélyebb lelki dimenziót keresnek, mint amit korábban általában adtak nekik.”  A katolikus egyházon belüli tradicionalistább áramlatokat illetően „a rítusok bulémiája és az Ige anorexiája” miatt panaszkodott: „a sóvárgás, a falánk étvágy a rítusok fogyasztása iránt, és ennek hiánya Isten Igéje iránt.”
A modern információs technológiákat a modern társadalmak, és így az egyház előtt álló egyik legnagyobb kihívásnak nevezte, mert ez egy „új kultúra, amely új életmódot, új nyelvet, újfajta kapcsolatokat és kommunikációt kényszerít ki.” A fiatalabb generációk „bennszülöttjei” ennek az új kulturális jelenségnek, ezért az egyház „nem hunyhatja be a szemét ennek az új világnak az újdonsága előtt: Ferenc pápa is ezt teszi.”

### Menedékkérők
Marto az európai migránsválságot hozta fel példaként arra, hogy a társadalmak agresszívabbá váltak a „félelemből és bizonytalanságból” táplálkozó populizmusra épülő kultúra miatt: „Szomorúan látom a nacionalizmus bizonyos fajtáinak újjáéledését, amelyek megosztják a korábban nyitott és szolidáris Európát- Reméljük, hogy a fiatalabb generációk képesek lehetnek arra, hogy új arcot adjanak Európának.”
Az amerikai-mexikói határválságot kommentálva „erkölcstelennek” nevezte a Trump-kormányzat családok szétválasztásának politikáját.

### Egyházi szexuális visszaélési botrány
2018. augusztus 25-én Carlo Maria Viganò érsek, volt amerikai apostoli nuncius, 11 oldalas levelet adott ki, amelyben egy sor figyelmeztetést írt le a Vatikánnak Theodore McCarrick szexuális visszaéléseivel kapcsolatban, azzal vádolva Ferenc pápát, hogy nem cselekedett e jelentések alapján, és lemondásra szólította fel. Marto ezt Ferenc pápa elleni „aljas, szervezett támadásnak” minősítette, amelynek célja, hogy „megkérdőjelezze hitelességét és megosztottságot teremtsen az egyházon belül”; sürgette a híveket, hogy emlékezzenek a Fatimai Szűzanya üzenetére az egyházon belüli egység fontosságáról, és kötelezzék el magukat a „gondoskodás kultúrája” mellett, amelyről a pápa beszélt, a gyermekek védelme és a visszaélések minden formája elleni küzdelem érdekében.

### Az eutanázia dekriminalizálása
Amikor a portugál parlament 2020 februárjában szavazásra bocsátotta az eutanázia dekriminalizálását, Marto hangsúlyozta ellenállását, mondván, hogy „senki sem várhatja el az evangélium szolgájától, hogy az élet ellen legyen.” Megerősítette, hogy az egyház számára az emberi életet nem lehet megszavazni annak belső értéke miatt, azonban ami a jogalkotási folyamatot illeti, támogatta valamiféle nyilvános konzultáció, például népszavazás megvalósítását, hogy a társadalom egésze részt vehessen a döntéshozatali folyamatban: idézett más vallási felekezeteket, amelyek ellenzik, valamint nem felekezeti szervezeteket, például az Orvosrend vezetőségét.
Kritikusan nyilatkozott az olyan kifejezéskről is, mint „az orvos által segített halál” vagy a „méltóságteljes halál”, amelyeket eufemizmusoknak tart, amelyeket egyes támogatók az eutanázia fogalmának összekuszálására használnak ideológiai haszonszerzés céljából.